# Ole Bull

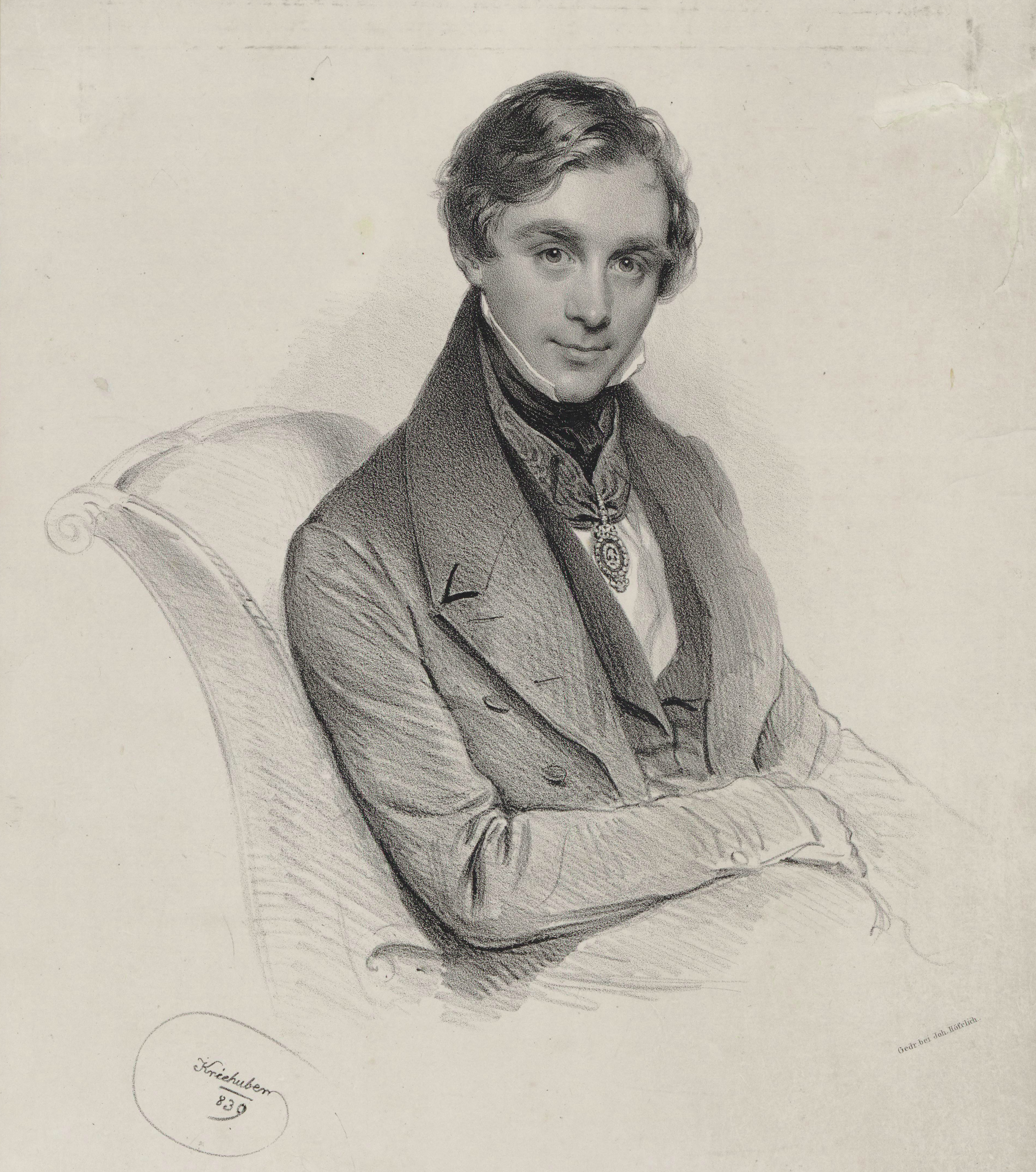
Ole Bull, Lithografie von Joseph Kriehuber, 1839

Ole Bornemann Bull [sprich: Uhle Büll] (* 5. Februar 1810 in Bergen; † 17. August 1880 in Lysøen bei Bergen) war ein norwegischer Violinist und Komponist. Ole Bull wurde von seinen Zeitgenossen als „Paganini des Nordens“ gerühmt und kann zu den bedeutendsten Violinvirtuosen des 19. Jahrhunderts gezählt werden.

## Leben
Bull stammte aus einer alten und angesehenen norwegischen Familie. Der älteste nachweisbare Vorfahr von Bull war der 1610 verstorbene
Pastor Jens Andersen Bull. Diesem folgten drei Generationen von Pastoren, bevor die Bulls auch als Kaufleute und Offiziere hervortraten. Ole Bulls Großvater Ole Bornemann Bull war Apotheker in Bergen und heiratete Gedsken Edvardine Storm, eine Schwester des norwegischen Dichters Edvard Storm. Deren Sohn – der spätere Vater Ole Bulls – Johan Storm Bull (1787–1838) wurde in Kopenhagen geboren, zog aber bereits als Kind mit seinen Eltern nach Bergen und wurde später Apotheker. Er heiratete die aus einer angesehenen Bergener Familie stammende Anna Dorothea Geelmuyden (1789–1875). Das erste von insgesamt zehn Kindern des Ehepaares war der Komponist und Violinist Ole Bull.
Bereits im Alter von neun Jahren spielte Ole Bull Violinsolos mit der Bergener Orchester-Vereinigung Harmonien. Der Konzertmeister dieser Orchestervereinigung, Johan Henrich Paulsen (1770–1838), war Ole Bulls erster Violinlehrer. Mit bereits 12 Jahren studierte Ole Bull die Capricen von Niccolò Paganini. Weitere Lehrer waren Niels Eriksen und Johan Henrich Poulsen, später wurde er von Carl Mathias Lundholm unterrichtet. Seine Eltern bestimmten ihn zum Theologiestudium, er bestand jedoch nicht die Lateinprüfung. Stattdessen gründete er ein Theaterorchester, welches er mit der Violine in der Hand leitete. 1829 hatte er Auftritte in Kopenhagen und Kassel. Nachdem er 1831 in Paris Niccolò Paganini gehört hatte, imitierte er dessen Manier und verfeinerte seine eigene Technik. Nach der Pariser Konzertreise unternahm Ole Bull 1833 eine Konzert- und Studienreise nach Italien (mit Konzerten in der Schweiz). Seinen Durchbruch als Geigenvirtuose erlebte er 1834 in Bologna. Er beherrschte ein vierstimmiges Geigenspiel und eine kantable, also eine sehr sangliche, der menschlichen Stimme nahekommende, Spielweise. Es folgten weitere Konzertreisen nach England, Spanien, Deutschland, Skandinavien und Russland.
Im Jahr 1836 heiratete er Félicie Villeminot (1819–1862), die er in Paris kennengelernt hatte. Das Paar hatte zusammen sechs Kinder.

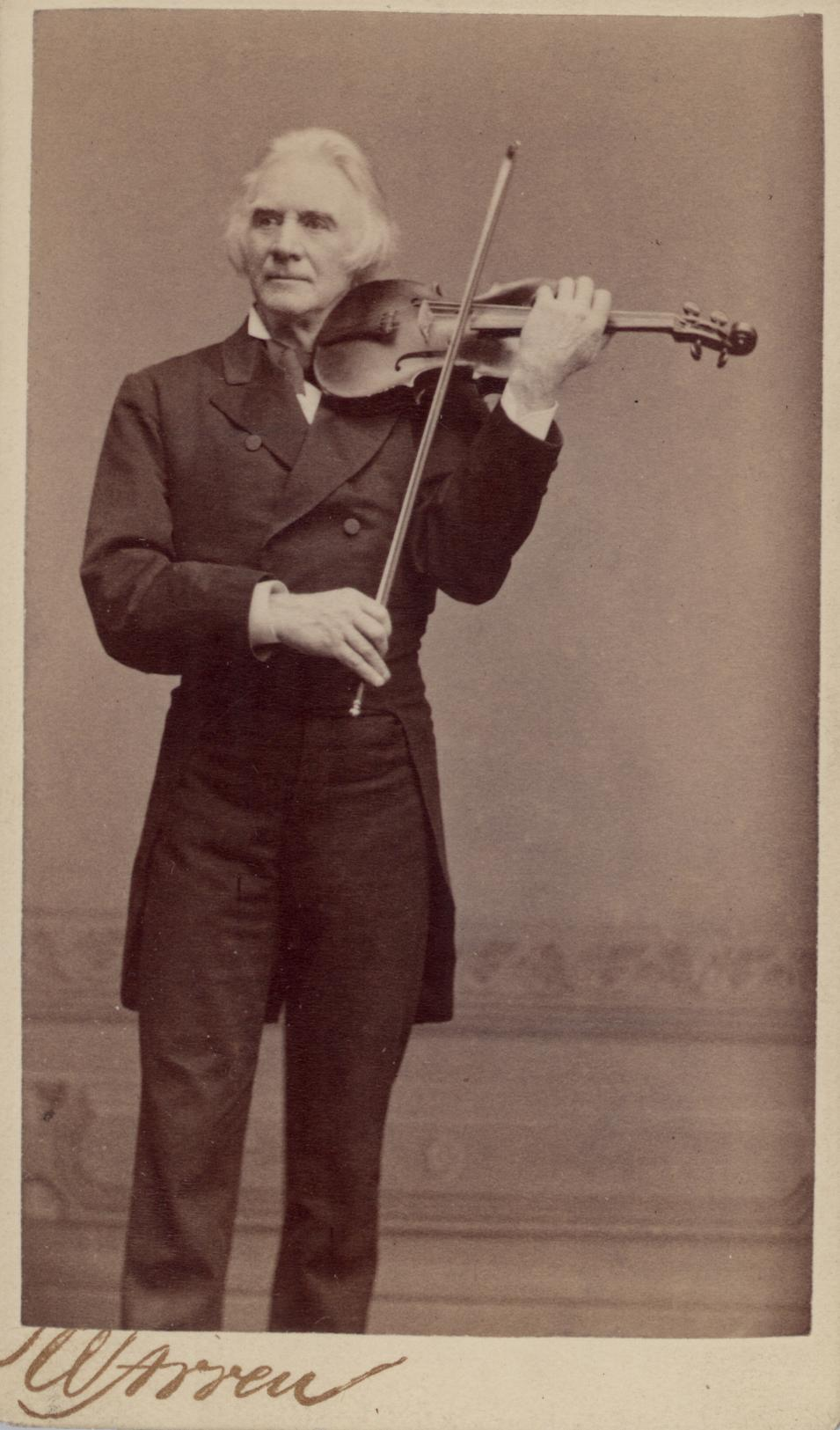
Fotografie ca. 1868, Boston (Warren’s Portraits, Fotograf vermutl. A. A. Watson)

Ole Bull unternahm insgesamt fünf Konzerttourneen durch die USA, erstmals 1843, u. a. zusammen mit dem Pianisten Alfred Richter. Dort interpretierte er populäre Werke, aber auch eigene Kompositionen über amerikanische Themen. Diesen gab er Titel wie: Niagara, Einsamkeit der Prairie, Im Gedenken an G. Washington.
Sein Interesse für folkloristische Elemente galt auch der norwegischen Musik. Ole Bull förderte das „kulturelle Bewußtsein“ „der norwegischen Nation“ und trug „zur künstlerischen Aufwertung der norwegischen Volksmusik bei“. So gilt Ole Bull in Bezug auf die norwegische Musiktradition als der große Visionär seiner Zeit, im Versuch der Abkopplung von der damals dominierenden dänischen Musikkultur. Er setzte sich bereits früh mit norwegischen Volksmusikern auseinander. Er sammelte verschiedene Lieder und Volkstänze wie Springar, Gangar, Halling und Throndjemmer, die ihn kompositorisch inspirierten. Auch die Lyrik des norwegischen Dichters Henrik Wergeland inspirierten einige seiner Kompositionen. 1850 gründete er in Bergen Det Norske Theater (Norwegisches Theater), aus dem später das älteste norwegische Theater, Den Nationale Scene, hervorging. Das Theater sollte nach Bulls Anliegen, norwegische Theaterstücke, norwegische Darsteller, norwegische Musik und norwegisches Ballett aufführen, was damals ein Novum im Lande war. 1849 unterstützte Bull den Fiddler Torgeir Augundsson aus Telemark, der dadurch ein Konzert in Christiana geben konnte, bei dem er als erster Musiker lokale norwegische Volksmusik auf seiner Hardangerfiedel dem gehobenen Bürgertum öffentlich präsentierte. Seinen Landsmann Edvard Grieg, dessen Tante Ole Bulls Schwägerin war, bestärkte er darin ein Musikstudium am Leipziger Konservatorium aufzunehmen.
Viele kleinere Werke von Ole Bull sind von sentimentalem Charakter und tragen Bezeichnungen wie „Gebet einer Mutter“, „Eine Bergvision“, „In einsamer Stunde“ (I ensomme stunde) oder „La Mélancolie“. Er komponierte auch größere Werke wie z. B. zwei Konzerte für Violine und Orchester oder Thema und Fantasie über ein Thema von Vincenzo Bellini. Die Violinkonzerte wurden erst nach 2000 wiederentdeckt; 2008 erfolgte die Weltersteinspielung auf Tonträger (SACD und Blu-ray Audio; Annar Follesö (Violine), Norwegian Radio Orchestra, Ole Kristian Ruud (Dirigent)).
Von damals aufkommenden Ideen eines Kommunalsozialismus angezogen, kaufte Bull 1852 in Pennsylvania rund 3.000 Hektar Land, um dort seine Ideen zu verwirklichen. Er nannte das Gebiet „Oleana“. Wegen seines fehlenden Geschäftssinnes scheiterte dieses Unternehmen aufgrund von Schulden bereits nach weniger als zwei Jahren. Das Gebiet ist heute als Ole Bull State Park bekannt. Henrik Ibsen ironisierte Bulls Experiment in seinem Drama Peer Gynt, in dem der Titelheld einen kurzlebigen Staat Gyntiana gründet.

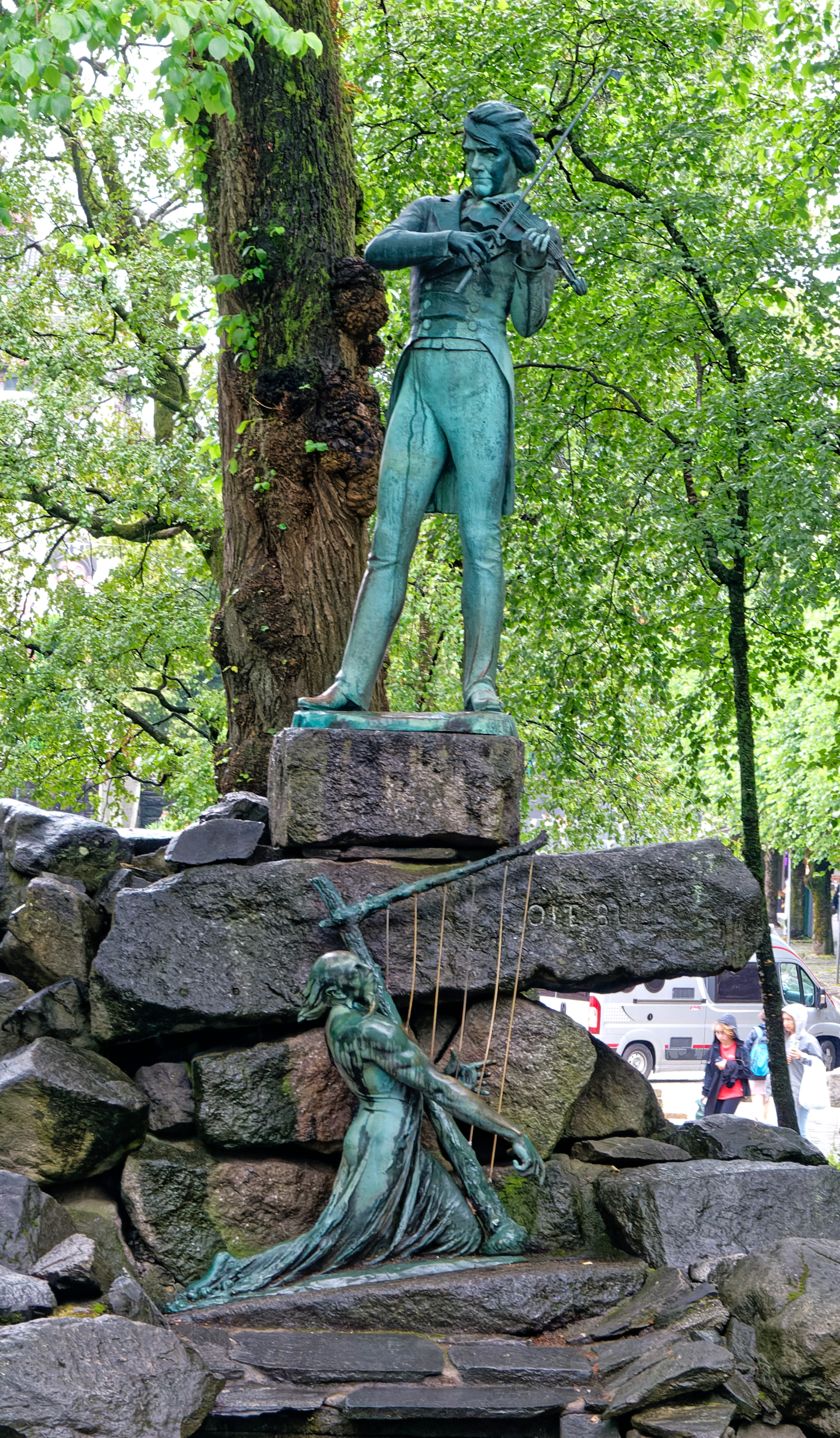
Ole Bull Monument von Stephan Sinding in Bergen

Bull gilt heute (auch wegen seiner sozialen Einstellung) als eine der großen nationalen und kosmopolitischen Persönlichkeiten Norwegens. Er war in zweiter Ehe, nachdem seine erste Frau 1862 verstarb, mit der amerikanischen Schriftstellerin Sara Thorp (1850–1911) verheiratet. Ole Bull starb 1880 an einem Krebsleiden auf der ihm gehörenden und nach romantischen Idealen gestalteten Insel Lysø in der Kommune Os (Hordaland). Sein Haus, „die kleine Alhambra“ im arabisch-maurischen Stil, kombiniert mit dem norwegischen Lafting-Baustil und russisch empfundenen Kuppelturm, ist heute ein Museum.
Seine Geige, Gasparo da Salò zugeschrieben, die mit prächtigen Einlegearbeiten und Schnitzereien verziert ist, befindet sich heute in einer Vitrine des Vestlandske Kunstindustrimuseum in Bulls Heimatstadt Bergen. In Bergen existiert seit 1901 eine Statue zu seinen Ehren (siehe Abbildung rechts).
In vielen norwegischen Orten tragen Straße und Plätze Ole Bulls Namen. Seit 1955 ist die Bullgasse in Wien-Favoriten nach ihm benannt.